# Urgal
L'Urgal (in russo Ургал?) è un fiume dell'Estremo oriente russo, affluente di sinistra della Bureja nel bacino dell'Amur. Scorre nel Verchnebureinskij rajon del Territorio di Chabarovsk.
Ha origine dai monti della Bureja e scorre dapprima con direzione settentrionale, poi gira a sud-ovest. Passa a nord dell'insediamento di Čegdomyn prima di sfociare nella Bureja a 409 km dalla foce. La lunghezza del fiume è di 164 km, l'area del suo bacino è di 3510 km².